# Poziv
Poziv – piętnasty studyjny album serbskiej piosenkarki Cecy Ražnatović wydany 17 czerwca 2013.
Nagrywanie płyty rozpoczęto 1 maja 2013 w Studio Miligram należącym do Aleksandara Milicia. 25 maja 2013 Ceca przedstawiła fragment tekstu piosenki Udaće se suze moje. Premiera dwóch piosenek: Poziv oraz Ime i prezime miała miejsce 11 czerwca 2013 w programie Ami G Show emitowanym w telewizji Pink, premierowe wykonanie pozostałych piosenek (oprócz Vidimo se daso i Udaće se suze moje) odbyło się 28 czerwca 2013 w Belgradzie, na koncercie rozpoczynającym trasę koncertową Poziv.

## Lista utworów
| Nr  | Tytuł utworu          | Słowa                                   | Muzyka                | Długość |
| --- | --------------------- | --------------------------------------- | --------------------- | ------- |
| 1.  | „Poziv”               | Marina Tucaković, Ljiljana Jorgovanović | Aleksandar Milić Mili | 4:15    |
| 2.  | „Da raskinem sa njom” | Marina Tucaković                        | Damir Handanović      | 3:52    |
| 3.  | „5 minuta”            | Marina Tucaković                        | Aleksandar Milić Mili | 3:02    |
| 4.  | „Ime i prezime”       | Marina Tucaković                        | Aleksandar Milić Mili | 3:44    |
| 5.  | „Mrzi me”             | Marina Tucaković                        | Aleksandar Milić Mili | 3:35    |
| 6.  | „Brat”                | Marina Tucaković                        | Damir Handanović      | 3:07    |
| 7.  | „Udaće se suze moje”  | Marina Tucaković, Aleksandar Tomić      | Damir Handanović      | 3:17    |
| 8.  | „Vidimo se daso”      | Marina Tucaković                        | Aleksandar Milić Mili | 3:22    |
| 9.  | „Dobro sam prošla”    | Marina Tucaković                        | Aleksandar Milić Mili | 3:35    |
| 10. | „Turbulentno”         | Marina Tucaković                        | Damir Handanović      | 3:16    |
|     |                       |                                         |                       | 35:05   |

## Teledyski
Do utworów Da raskinem sa njom, Dobro sam prošla i Turbulentno zrealizowane zostały teledyski.
- Da raskinem sa njom – reżyseria Miloš Nadaždin, premiera 18.06.2013[4]
- Turbulentno – reżyseria Miloš Nadaždin[5], premiera 4.11.2013
- Dobro sam prošla – reżyseria Miloš Nadaždin[6], premiera 19.03.2015

## Twórcy
Svetlana Ceca Ražnatović – wokal
Ivana Selakov – wokal wspierający (piosenki: 1, 2, 4, 5, 6, 7, 9, 10)
Ivana Peters (Pavlović) – wokal wspierający (piosenki: 3 ,8)
Ivan Milosavljević Milke – gitara elektryczna, gitara basowa, gitara akustyczna
Vladimir Milenković – akordeon
Petar Trumbetaš – buzuki
Jovica Smrzlić, Srećko Mitrović – instrumenty klawiszowe
James Cruz – mastering